# Salmopol
Salmopol – część miasta Szczyrk, leżąca w wąskiej dolinie Potoku Malinów, dopływu rzeki Żylicy, najwyżej położonymi domostwami sięgająca na grzbiety w otoczeniu Przełęczy Salmopolskiej.
Nazwę Salmopol zanotowano po raz pierwszy w 1688 roku. Określano nią wówczas nową wieś założoną w górskim ustroniu na terenie ówczesnego tzw. państwa żywieckiego (a więc już na terenie Rzeczypospolitej) przez osadników wyznania luterańskiego, którzy w okresie kontrreformacji zbiegli z terenu Księstwa Cieszyńskiego przed prześladowaniami religijnymi.
Według austro-węgierskiego spisu ludności z 1900 roku w 33 budynkach w Salmopolu mieszkało 169 osób, z czego wszyscy byli polskojęzyczni, 50 (29,6%) było katolikami a 119 (70,4%) innych wyznań (tu praktycznie: ewangelikami).
Tak pisał o Salmopolu w przewodniku po Beskidach Kazimierz Ignacy Sosnowski na początku XX wieku:

Mimo najcięższych warunków bytu gmina to jednak wzorowa; nędza i niechlujstwo są tu nieznane, moralność, oświata i pracowitość stoją wysoko. Chaty pouczepiane po zboczach, skrawki pól w braku koni orzą ludzie sami, żniwa w późnej jesieni. W środku wioski stylowa szkoła drewniana, służąca zarazem za kościół ewangelicki.

 Szkoła owa, wzniesiona w 1897 r., była jedyną w tym czasie polską szkołą ewangelicką w Galicji posiadającą prawa szkoły publicznej.
8 listopada 1928 roku gminę Salmopol połączono z gminą Szczyrk. Jej szybki rozwój rozpoczął się z końcem lat 60. XX wieku, kiedy to oddano do użytku nową drogę ze Szczyrku przez Przełęcz Salmopolską do Wisły (obecnie jest to droga wojewódzka nr  ), a następnie uruchomiono kilka wyciągów narciarskich (z Soliska na Polanę Pośrednie i pod samą Przełęczą Salmopolską).
Salmopol posiada komunikację autobusową z Bielskiem-Białą przez centrum Szczyrku.
Przez Salmopol biegnie znakowany żółtym kolorem szlak turystyczny ze Szczyrku Soliska na Przełęcz Salmopolską. W budynku dawnej szkoły przed II wojną światową istniała stacja turystyczna Beskidenverein.